# Горбатенко, Иван Пантелеймонович
Иван Пантелеймонович Горбатенко (укр. Іван Пантелеймонович Горбатенко; 27 ноября 1906, Богодухов, Харьковская губерния — 1976) — советский украинский учёный и преподаватель, специалист в области политэкономии и научного коммунизма. Кандидат философских наук, доцент. Участник Великой Отечественной войны. После войны работал в Харьковском юридическом институте, где девятнадцать лет возглавлял кафедру марксизма-ленинизма.

## Биография
Иван Горбатенко родился 27 ноября 1906 года в Богодухове Харьковской губернии. По национальности украинец. В 1926 году поступил в Харьковский институт народного хозяйства, в котором за четыре года обучения получил специальность «инженер-экономист». Окончил аспирантуру в Харьковском институте экономических исследований при Украинской государственной плановой комиссии в 1932 году. В июне того же года занялся преподавательской деятельностью — стал преподавателем во Всесоюзной промышленной академии имени Сталина, которая находилась в Харькове. Проработав в этом вузе около двух лет, ушёл оттуда и начал преподавать политэкономию в других харьковских вузах — во Всеукраинском институте коммунистического образования и Инженерно-строительном институте. В обоих вузах он занимал должность старшего преподавателя. Затем возглавил кафедру марксизма-ленинизма в Харьковском зоотехническом институте, где работал вплоть до июля 1941 года. Член ВКП(б) с 1941 года.
После начала Великой Отечественной войны вступил в Красную армию. Участвовал в боевых действиях, имел воинское звание капитана. За время службы был политруком и старшим преподавателем на курсах для политсостава 30-й армии РККА, агитатором в политотделе 375-стрелковой дивизии и старшим инструктором в политуправлении Северо-Кавказского военного округа. Отличился во время Курской битвы: когда его дивизия оказалась отрезана, Иван Горбатенко организовал солдат и вывел 103 бойцов из окружения, за что был награждён орденом Красной Звезды (12.09.1943). Также имел медаль «За победу над Германией в Великой Отечественной войне 1941—1945 гг.» (04.09.1945).
В 1946 году Горбатенко стал заведующим кафедрой марксизма-ленинизма Харьковского юридического института. В начале 1950-х годов на кафедре работало девять штатных преподавателей, пятеро из них в этот период защитили кандидатские диссертации и получили соответствующие учёные степени. Иван Пантелеймонович также получил степень кандидата философских наук. В 1953 году ему было присвоено учёное звание доцента. В 1965 году ушёл с должности заведующего кафедрой. В конце 1960-х годов наряду с другими преподавателями кафедры работал над написанием статей для двадцатишеститомной энциклопедии «История городов и сёл Украинской ССР». Был ответственным редактором учебника «Логика» за авторством В. Е. Жеребкина.
Иван Горбатенко скончался в 1976 году.

## Оценки
Советский и украинский государственный и политический деятель Георгий Крючков характеризовал Ивана Пантелеймоновича, как и остальных своих институтских наставников, которые для него были примерами для подражания, как человека принципиального, который не поддавался конъюнктуре, а жил по закону и по совести.